# ماريو سالديفار
ماريو سالديفار (بالإسبانية: Mario Saldívar)‏ هو لاعب كرة قدم ومدرب كرة قدم باراغواياني في مركز الدفاع، ولد في 12 سبتمبر 1990 في لامباريه في باراغواي. لعب مع نادي فيغورينسي ونادي ليبرتاد.

## وصلات خارجية
- ماريو سالديفار على موقع قاعدة بيانات كرة القدم.إي يو (الإنجليزية)
- ماريو سالديفار على موقع Soccerway.com (الإنجليزية)
- ماريو سالديفار على موقع AS.com (الإسبانية)